# Rehderodendron indochinense
Rehderodendron indochinense är en storaxväxtart som beskrevs av Li. Rehderodendron indochinense ingår i släktet Rehderodendron och familjen storaxväxter. Inga underarter finns listade i Catalogue of Life.